# سرعة الغالق

يكون لسرعة الغالق تأثير كبير على ظهور الأجسام المتحركة

سرعة الغالق (بالإنجليزية: Shutter speed)‏ هو الوقت الذي يأخذه غالق الكاميرا ليظل مفتوحاً حتى تصل كمية من الضوء إلى حساس الصورة (بالإنجليزية: Sensor)‏ أو فيلم الكاميرا ومن ثم يظهر تأثيرها في الصورة، وهذا الوقت قد يحدد بالدقيقة أو بالثانية أو جزء من الثانية وتختلف سرعة الغالق من كاميرا إلى أخرى. وهو أيضاً أحد عناصر مثلث التعريض الذي يمكننا من الحصول على الإضاءة المناسبة لكل صورة والذي يتكون من فتحة العدسة والإيزو وسرعة الغالق.

## التحكم في سرعة غالق الكاميرا
تحتوي كل الكاميرات على غالق ولكن ليس كلها تتوفر فيها خاصية التحكم بسرعة الغالق، وتحتوي بعضها مثل كاميرات DSLR-SLR أو الكاميرات المدمجة على إمكانية التحكم في سرعة الغالق أو التحكم اليدوي في التعريض للضوء (المنظمة الدولية للمعايير).

## مقياس سرعة الغالق

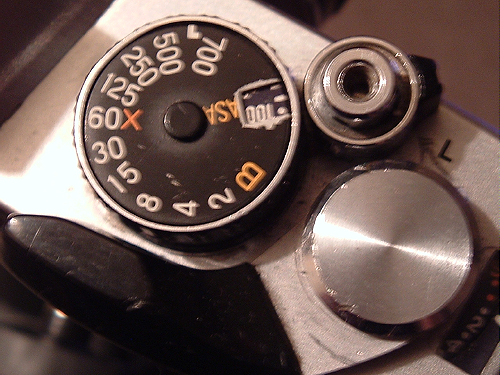
مؤشر سرعة الغالق في كاميرا

وتقاس سرعة الغالق بالدقيقة أو بالثانية أو جزء من الثانية، وهذه السرعات تختلف من كاميرا إلى أخرى، فهناك بعض الكاميرات تصل سرعة الغالق فيها إلى 60 ثانية مثل الباناسونيك Fz8 أو مثلا 1/4000 مثل الأوليمبيس E-420 وهناك كاميرات DSLR و SLR يكون التحكم في سرعة الغالق مفتوح بدون وقت محدد.
ومن الأمثلة على بعض السرعات القياسية لسرعة الغالق الآتي:
- 1/1000 ث
- 1/500 ث
- 1/250 ث
- 1 ث
- 3" د
- 9" د

جدير بالذكر أن القيمة التي تعرضها الكاميرا لسرعة الغالق تمثل مقلوب القيمة الفعلية التي تراها أمامك، فلو رأيت قيمة سرعة الغالق 320 مثلا فهذا لا يعني أنها 320 ثانية بل 1/320 من الثانية، بينما تمثل القيم التي تليها علامة (“) عادة ثواني كاملة فقيمة 15″ مثلا تعني 15 ثانية وليس 1/15 من الثانية.

## استخدامات سرعة الغالق

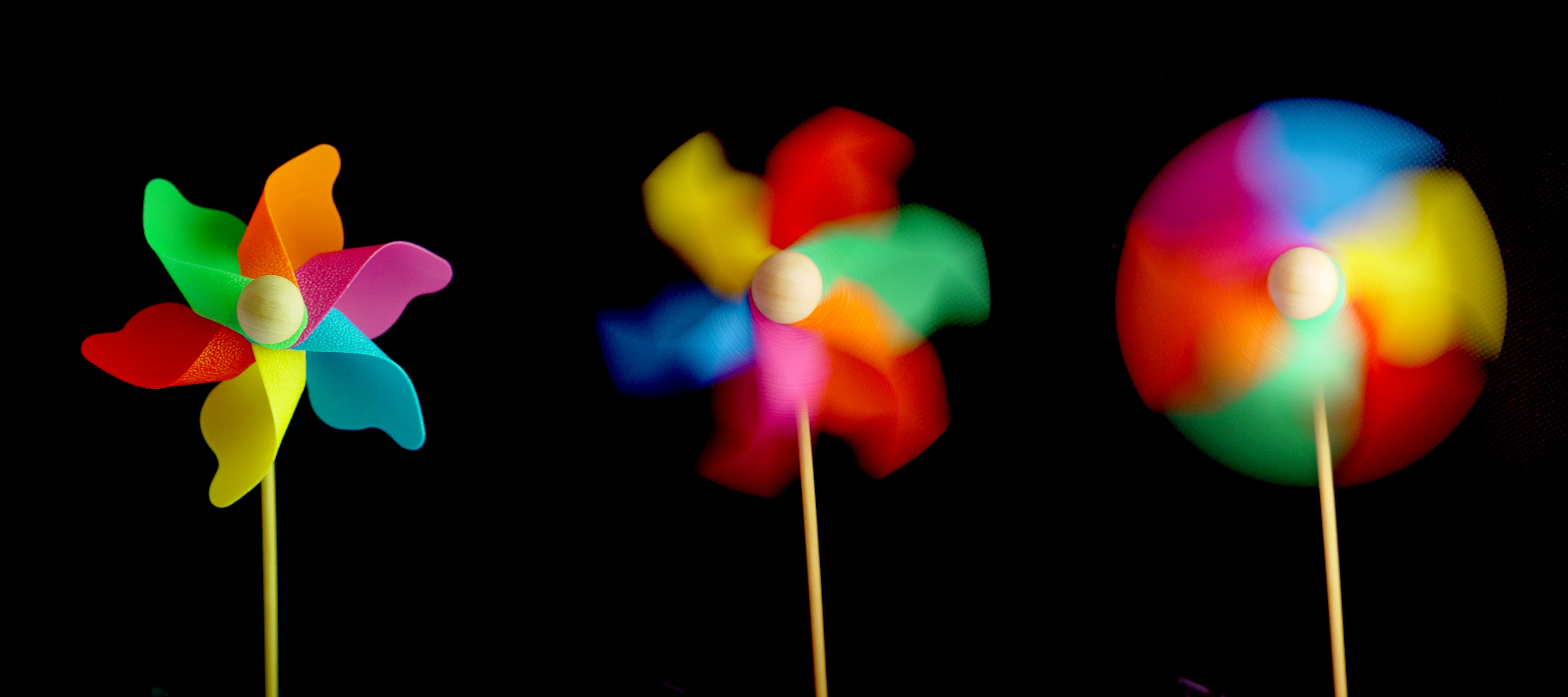
تأثير سرعة الغالق على الهدف في الصورة

تختلف استخدامات سرعة الغالق على حسب موضوع التصوير:

### السرعات السريعة
مثل 1/1000 أو 1/2000 (و هي تعني 1000أو 2000 جزء من الثانية) لتثبيت الحركة وتجميد الاشياء المتحركة ولكن تحتاج هذه السرعات إلى وجود مصدر اضاءة جيد أو استخدام المنظمة الدولية للمعايير مصدر عالي الإضاءة مثل 400 أو ما شابه في حالات الإضاءة غير الجيدة (مثل التصوير الرياضي أو تصوير الطيور - الخ).
فائدة سرعة الغالق (Speed Shutter التحكم بالمدة التي تفصل بين وقت فتح الغالق (shutter) ووقت إغلاقه فيصبح للصورة تأثير أكبر وأفضل فكلما كانت سرعة الغالق عالية كان بالإمكان التقاط صورة ثابتة وواضحة لأجسام متحركة بسرعات عالية، فالمصور يستطيع توثيق لحظة من الزمن وهذه اللحظة قد تكون صغيرة جداً [ سريعة جدا ] مثل :تصوير ماء يتدفق بسرعة أو قطرات أو تصوير صقر وهو يهاجم فريسته وهذا النوع من
الصور يحتاج سرعات عالية للغالق.

### السرعات البطيئة

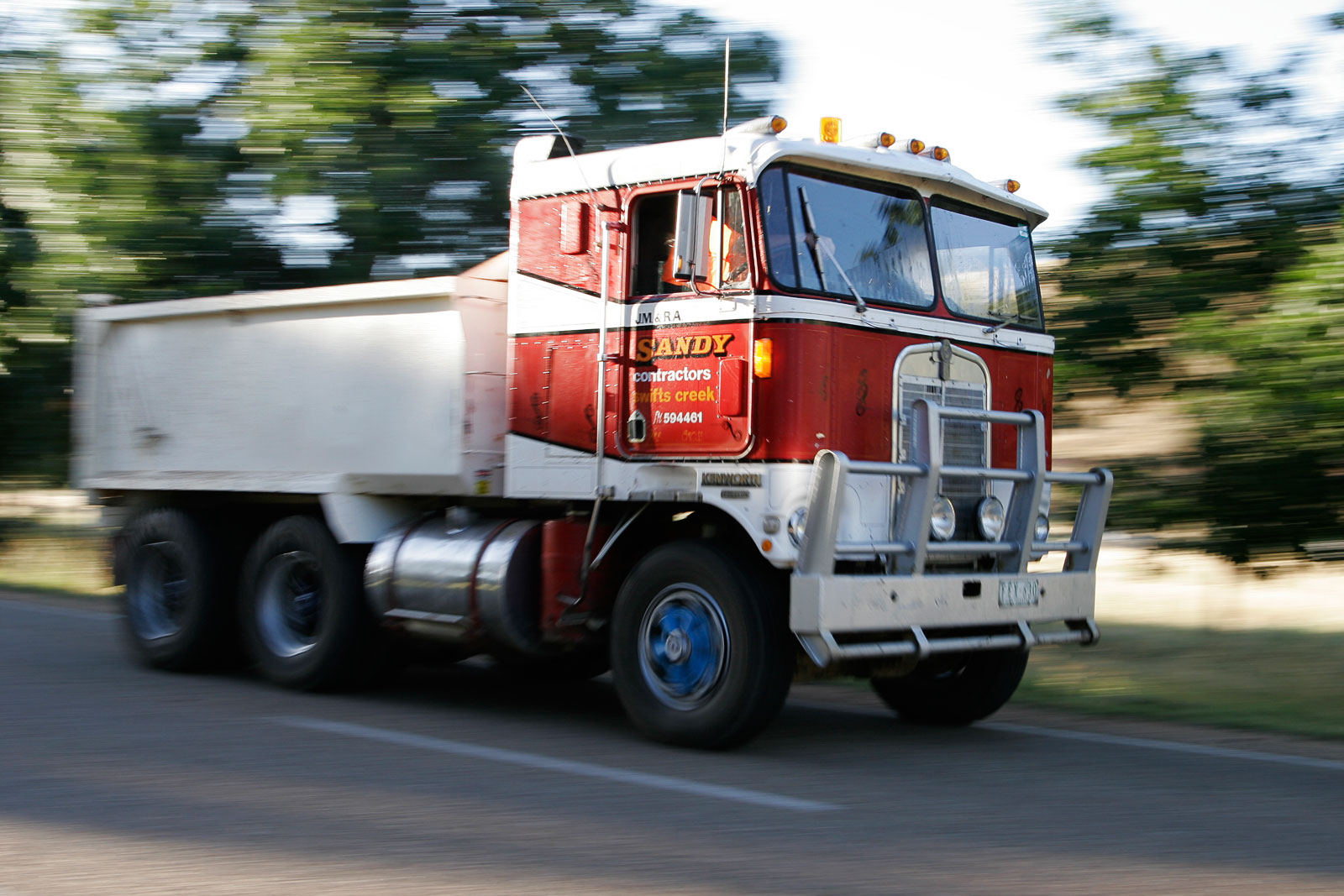
سرعة الغالق البطيئة تحدث تشويش الحركة للأشياء المتحركة

السرعة البطيئة وهي مثل سرعة 1 ثانية أو أكثر تستخدم في ظروف الاضاءة البسيطة أو لاظهار حركة الاشياء ولكن في هذه الحالة يكون من الصعب بل المستحيل ان تمسك الكاميرا بثبات وانت تستخدم هذه السرعات البطيئة وبالتالي تكون النتيجة صورة مهزوزة ونتيجة غير مرضية ولذلك يجب استعمال حامل ثلاثي أو على الأقل وضع الكاميرا على شيء ثابت، وتستخدم السرعات البطيئة في العديد من مواضيع التصوير المختلفة وتختلف السرعات المطلوبة على حسب الاستخدام مثل (التصوير الليلي - تصوير الطبيعة - تطويق الحرك - الخ). وسرعة الغالق لها علاقة وثيقة بفتحة العدسة والمنظمة الدولية للمعايير وكل مصور يؤلف وينسق بين سرعة الغالق وفتحة العدسة والمنظمة الدولية للمعايير المناسب للحصول على الصورة المطلوبة والتعريض المناسب على حسب موضوع التصوير.
فائدة الغالق البطيء (Slow Shutter) وفي حال تصوير أشياء ثابتة مع وجود إضاءة منخفضة يمكن للغالق البطيء أن يزيد من إضاءة الصورة، ولكن مع شرط وجود حامل ثلاثي أو أي شيء يمكن تثبيت الكاميرا فوقهـا، والغالق البطيء مفيد في تصوير الحياة الصامتة بشكل عام وتصوير الخطوط الضوئية وبعض أنواع التصوير الليلي، وأيضاً تصوير حركة النجوم.
- تعريض
- Exposure value
- عدد البؤرة
- مصراع
- Preferred number

## معرض صور

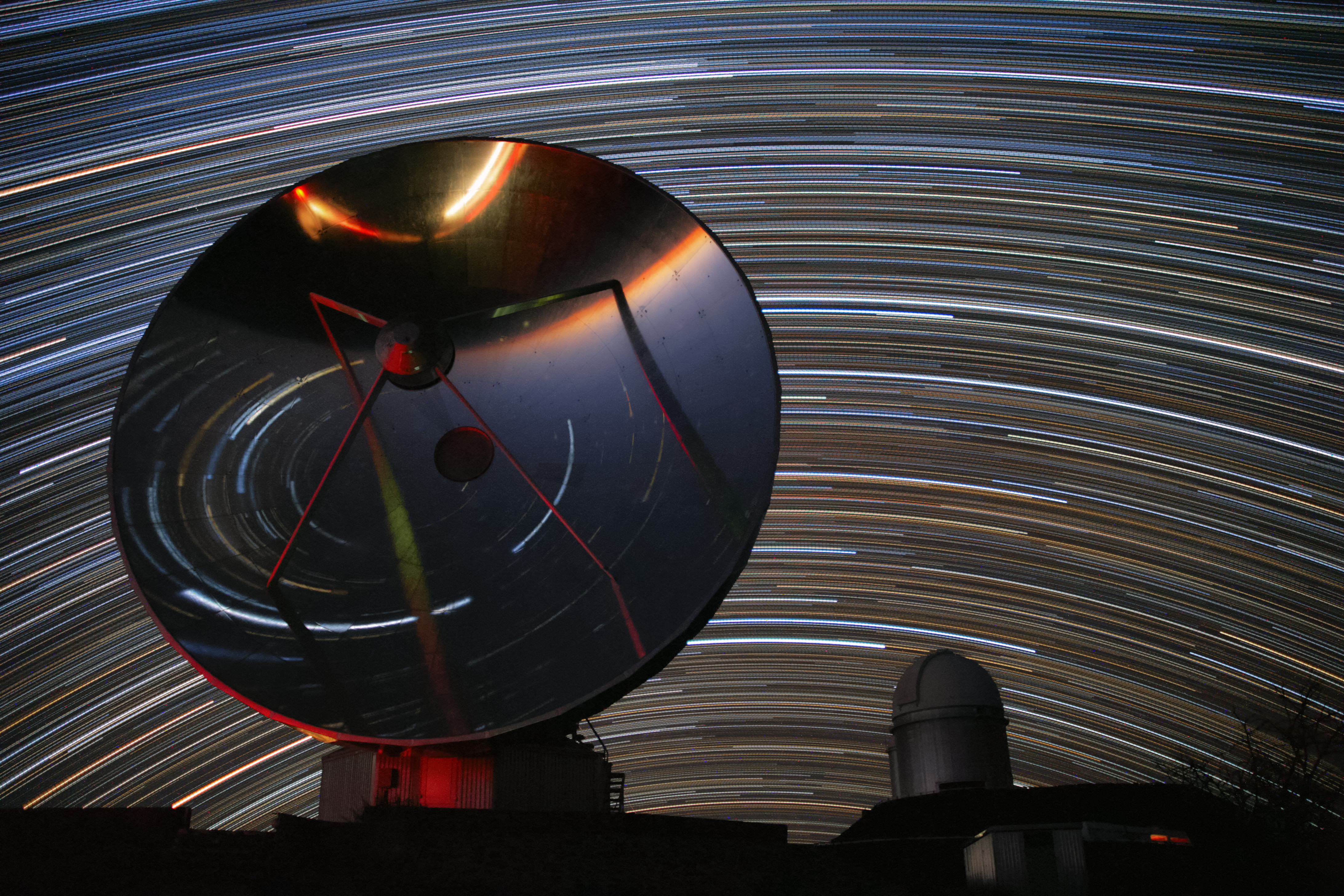
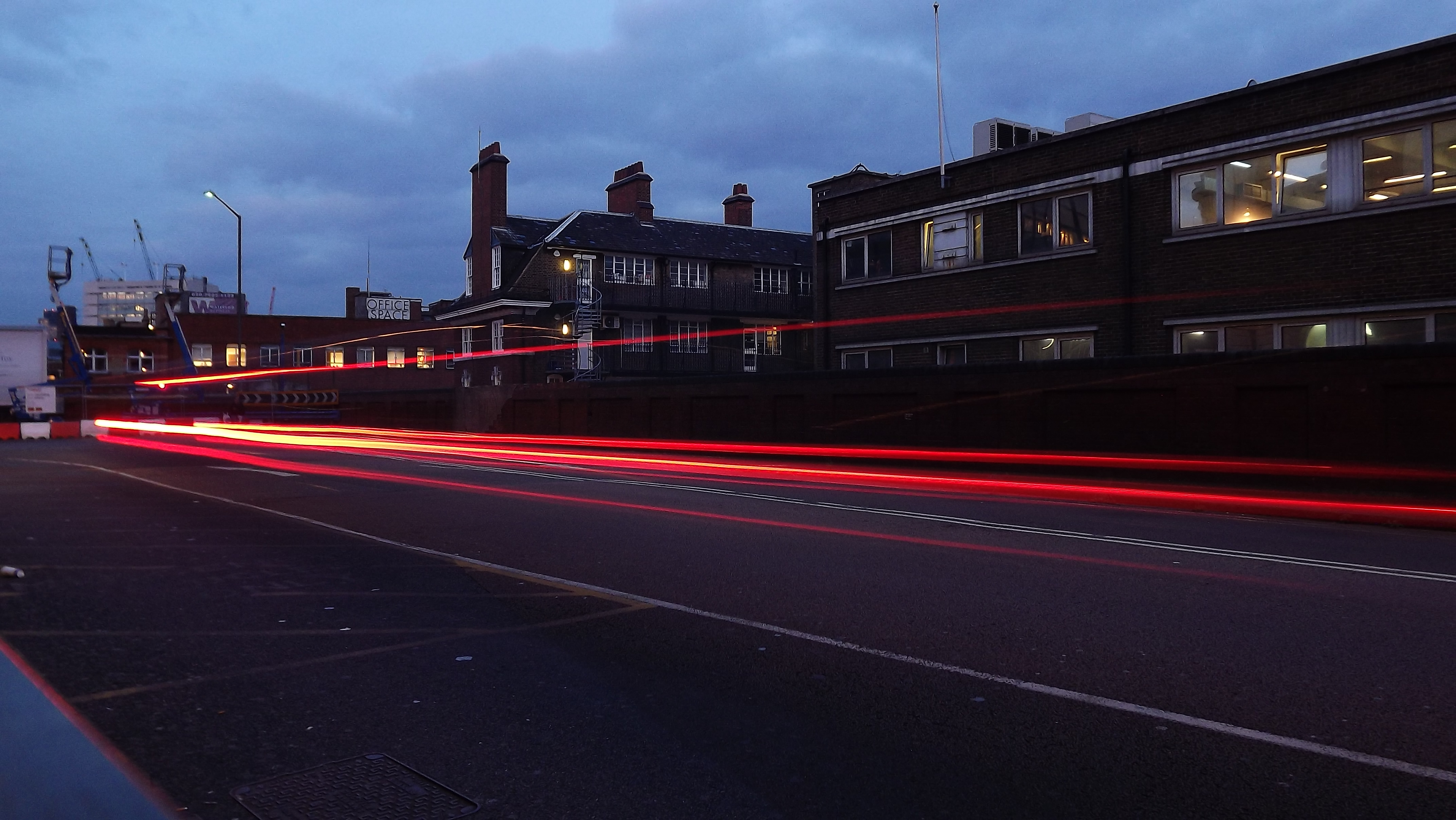
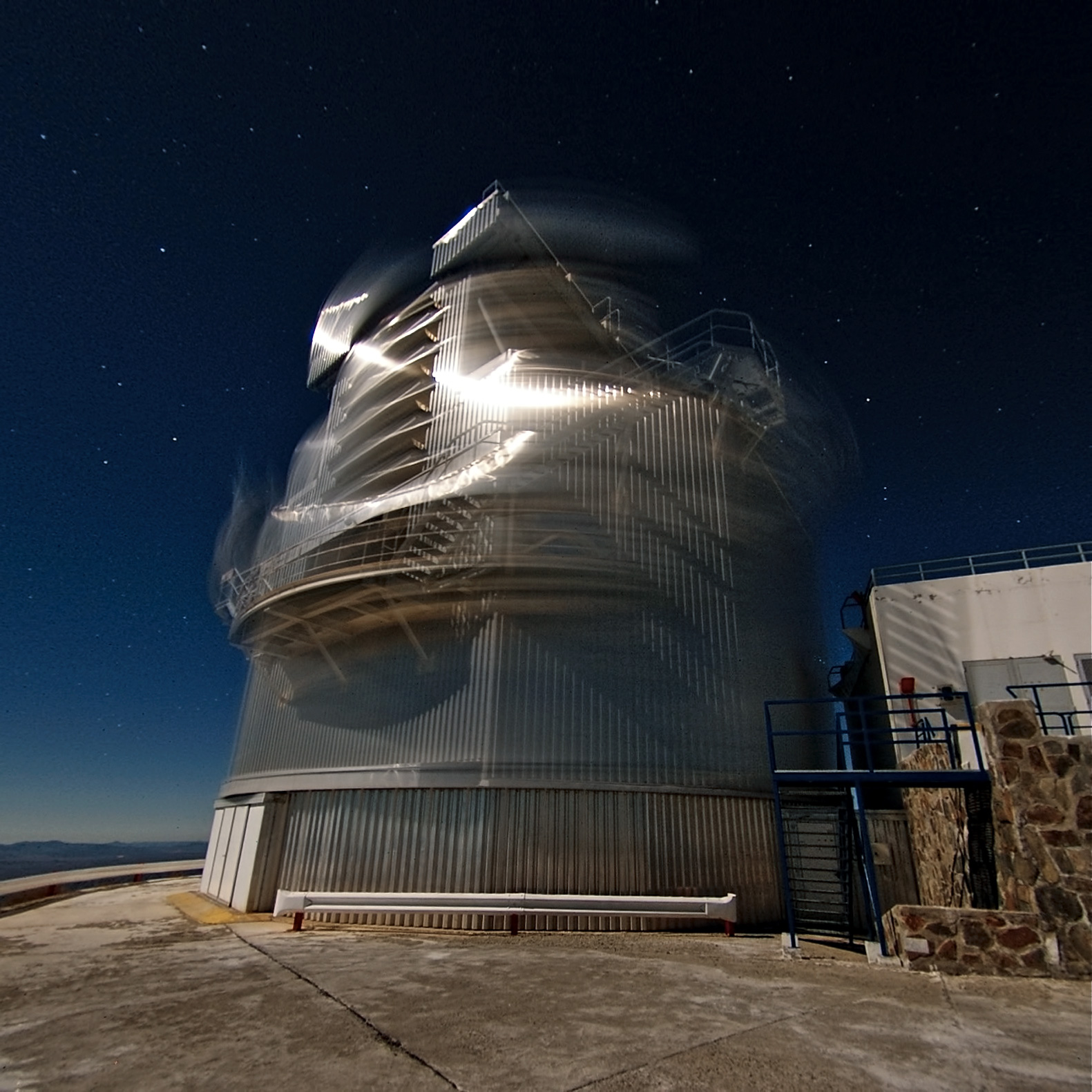